# SUPER ZOO!
『SUPER ZOO !』（スーパー・ズー）は、カーネーションの12枚目のアルバム。2004年11月25日にcutting edgeより発売。2014年6月18日にDeluxe Editionとしてボーナスディスクと2枚組で再発売。
バンド結成20年目のアルバム。限定盤のみPVを収録したDVDが付属。

## 収録曲
1. SUPER ZOO !
2. レインメイカー
3. スペードのエース
スカパラホーンズ（東京スカパラダイスオーケストラのホーンメンバー）が参加している。
4. 気楽にやろうぜ
5. El Soldado（フリーダム!フリーダム!フリーダム!）
6. あの日どこかで
7. カウボーイ・ロマンス
8. Miss CRADLE
9. 十字路
原題は「十字路の孤独な黒い鳥」。
10. ANGEL
11. 魚籃坂横断
12. Runnin' Wild

## 限定盤DVD
1. LOVERS  & SISTERS
2. やるせなく果てしなく
3. ANGEL
4. スペードのエース
5. メイキング・オブ「SUPER ZOO !」　132/84